# (58663) 1997 XZ10
1997 أكس زد 10 (ويعرف أيضًا باسم (58663) 1997 أكس زد 10 وفق تسمية الكوكب الصغير) (بالإنجليزية: 1997 XZ10)‏ هو كويكب ضمن حزام الكويكبات؛ وترتيبه 58663 من حيث الاكتشاف.
اكتُشف هذا الجُرم الفلكي بواسطة Atsushi Sugie ‏ في 9 ديسمبر 1997.

## وصلات خارجية
- (58663) 1997 XZ10 في قاعدة بيانات مختبر الدفع النفاث لأجرام النظام الشمسي الصغيرة

- الاكتشاف · مخطط المدار ·  العناصر المدارية · المعلمات المادية

- (58663) 1997 XZ10 على موقع ويكي سكاي: DSS2, SDSS, GALEX, IRAS, Hydrogen α, X-Ray, Astrophoto, Sky Map, Articles and images